# Área metropolitana de Billings
El Área Estadística Metropolitana de Billings, MT MSA, como la denomina oficialmente la Oficina de Administración y Presupuesto, es un Área Estadística Metropolitana en el estado estadounidense de Montana. Tiene una población de 158.050 habitantes según el Censo de 2010, convirtiéndola en la 250.º área metropolitana más poblada de los Estados Unidos.

## Composición
Los 2 condados que componen el área metropolitana y su población según los resultados del censo 2010:
- Carbon– 10.078 habitantes
- Yellowstone– 147.972 habitantes

## Principales comunidades del área metropolitana
Ciudad principal o núcleo
- Billings

Comunidades con 1.000 a 10.000 habitantes
- Laurel
- Lockwood
- Red Lodge

Comunidades con 500 a 1.000 habitantes
- Bridger
- Joliet
- Worden